# Pierre Victor Auger
Pierre Victor Auger (Parigi, 14 maggio 1899 – Parigi, 24 dicembre 1993) è stato un fisico francese.
Lavorò nel campo della fisica atomica, fisica nucleare e fisica dei raggi cosmici.
Il processo Auger, nel quale gli elettroni vengono emessi dagli atomi, usato nella spettroscopia Auger (usata per studiare la composizione elementare delle superfici dei materiali) prende il nome da lui, sebbene sia stato scoperto prima, nel 1922, da Lise Meitner.
Nel suo lavoro sui raggi cosmici scoprì che essi erano costanti nel tempo, questo significava che essi erano associati a un singolo evento, una cascata atmosferica. Stimò che l'energia della particella di partenza per creare una cascata atmosferica estesa dev'essere almeno di 1015 elettronvolt (eV) = 106 particelle di 108 eV (energia atmosferica critica) e un fattore 10 per l'energia persa durante l'attraversamento dell'atmosfera".

Lavorò per la creazione del CERN e dell'ESRO.
Il più grande rivelatore di raggi cosmici del mondo, l'Osservatorio Pierre Auger porta il suo nome.